# Аврамовића кућа
Аврамовића кућа се налази у засеоку Мала Река, подигнута је у првој половини 19. века и једна је од најстаријих кућа у Рачанском крају, на планини Тари, у оквиру НП Тара.
Грађена је од брвана и чатме (бондрука) постављених на високи камени подрум. Састоји се од две просторије, „куће” и собе, са двоја врата, једна наспрам других. Четвороводни кров прекривен је ћерамидом. Мали прозори на дрвеном делу грађевине подсећају пре на пушкарнице него на прозоре.
Припадала је Милоју Аврамовићу, данас је у власништву Алексе Злопорубовића и у кући одавно нико не живи.